# Gino Agnese
Gino Agnese (Napoli, 10 marzo 1936) è un giornalista e saggista italiano.Gino Agnese (Napoli, 10 marzo 1936) è un giornalista e saggista italiano.

## Biografia

### Carriera giornalistica
Gino Agnese, napoletano, vive a Roma, ed è giornalista, studioso della comunicazione, cultore dell'arte contemporanea. Pubblicò il suo primo articolo a sedici anni in una rivista politica giovanile di Napoli, dove nel 1955 fu cronista del quotidiano La Sera e, nel 1958, direttore del periodico politico La Città. Dal 1960 al 1964, trasferitosi a Roma, è redattore del Secolo d'Italia, anche con compiti d'inviato speciale e di notista politico. Dal 1964 al 1993 è redattore, inviato speciale ed editorialista del quotidiano romano Il Tempo. Ha scritto anche sul Messaggero Veneto (1982-2000), Il Giornale (1998-2003) e Il Resto del Carlino (2016-2017).
Nel 1995 ha organizzato e diretto per Alleanza Nazionale il convegno Bit & Polis. Come l'informatica cambia la cultura e la politica, tenendovi la relazione introduttiva.

### La rivistaMass Media
Nel 1982 fonda la rivista internazionale di studi sulla comunicazione Mass Media, che uscì con cadenza bimestrale per tredici anni. Su Mass Media, che fu pubblicata da Capone Editore, di Lecce, ma ebbe sede a Roma, scrissero studiosi non soltanto italiani (Derrick de Kerckhove, Gianfranco Ravasi, Gillo Dorfles, Piero Buscaroli, John Eccles, Andrej Tarkovskij, Armand Mattelart, Luigi Accattoli, Renato Barilli, Guido Gili, Mario Costa, Roberto Grandi, Abraham Moles, Robert White e altri).
Parecchi dei saggi pubblicati ebbero eco, sempre documentata nel fascicolo nº 1 di ogni anno. La rivista fu argomento di tesi di laurea (Università Cattolica di Milano, 1988, Facoltà di Scienze Politiche, Rossella Formenti, relatore prof. Gianfranco Bianchi, e Università di Lecce, Maria Buonsenso, 2003/4, relatore prof. Antonio Lucio Giannone).
Dal 1992, fu abbellita dalle "copertine d'autore", eseguite da celebri artisti: Alberto Burri, Antoni Tàpies, Bruno Munari, Kenneth Noland, Piero Dorazio, Giulio Turcato, Luigi Veronesi, Carla Accardi e altri. Il fascicolo degli "Indici" di Mass Media (copertina dell'astrattista tedesco Emil Schumacher) apparve nel settembre 1998, cinque anni dopo la cessazione delle pubblicazioni e accompagna le collezioni. Negli "Indici" sono indicati anche tutti i saggi, gli articoli, le note, le recensioni che, in materia di comunicazione, vi pubblicò Gino Agnese tra il 1982 e il 1995. Uno dei temi più esplorati riguardò il nesso comunicazione-politica.

## Contributi storico-critici d'arte contemporanea
Nel campo dell'arte contemporanea la sua produzione è rivolta principalmente al Futurismo: Marinetti, una vita esplosiva, prima biografia completa del fondatore del Futurismo (1990), Vita di Boccioni, unica biografia dell'artista (1996) e Boccioni da vicino, un ulteriore studio biografico-critico (2008), e altri contributi.

## Mostre nazionali
Ha fatto parte dei comitati scientifici di grandi mostre. Tra le altre, quelle promosse dal Ministero dei Beni Culturali nel 1994 in occasione dei cinquant'anni dalla morte di Marinetti, Futurismo e Meridione (Napoli, Palazzo Reale, 1996), e Gli anni del Futurismo in Puglia (Bari, Castello Svevo, 1998). Dal 1998 al 2008, come consigliere del Palazzo delle Esposizioni e delle Scuderie del Quirinale, è stato tra i promotori delle mostre di quel decennio allestite nelle due sedi. Alla sua opera è dovuta la pubblicazione di due volumi in italiano e inglese dei Nuovi Archivi del Futurismo, l'uno dedicato ai cataloghi d'arte, l'altro ai manifesti. Dal 2002 al 2011 è stato presidente della Fondazione Quadriennale di Roma e presidente onorario della medesima fino al 2015. Promuove la realizzazione della XIV e della XV Quadriennale (2003, 2004, 2005, 2008) e assicura all'istituzione la nuova sede di Villa Carpegna, dove trovano sistemazione la Biblioteca e l'Archivio Storico. Ha pubblicato testi nei cataloghi delle Rassegne e in altre opere promosse dalla Fondazione.

## Premi e riconoscimenti
Per i libri
- Premio della Cultura, Presidenza del Consiglio dei Ministri, 1987;
- Premio Tevere 1990;
- Premio Castiglioncello 1991;
- Premio "Il Pane" 1993;
- Premio Hemingway 1997;
- Premio Nazionale Rhegium Julii 1997;[5]
- Premio Procida per la Cultura 1997.

Nel 1988 Gino Agnese fece parte della giuria del Premio Letterario Chianciano e dal 1989 è in quella del Premio Letterario Basilicata.

## Opere
- G. Agnese, Parola di patriarca, Capone Editore, Lecce, 1982 (dieci interviste a personalità del Novecento)
- G. Agnese - Roberto Formigoni, Io e un milione di amici, Bompiani, Milano, 1988 (profilo del movimento di Comunione e Liberazione)
- G. Agnese, Marinetti, una vita esplosiva, Milano, Camunia, 1990. ISBN 8877670940
- G. Agnese, Genio italico, Newton Compton, Roma, 1992 (cento celebrità e cento episodi della storia d'Italia)
- M. Calvesi, C. Salaris, G: Agnese, Marinetti e il futurismo, Roma, De Luca, 1994. ISBN 8880160931
- G. Agnese, Vita di Boccioni, Milano, Camunia, 1996. ISBN 8877672080
- Aa.Vv., Milano caffeina d'Europa (a cura di G. Agnese e Vanni Scheiwiller), Milano, All'insegna del pesce d'oro, 1999. ISBN 884441452X
- G. Agnese, Prefazione a  L'alcova d'acciaio di Filippo Tommaso Marinetti, Firenze, Vallecchi, 2004 ISBN 888427043X
- G. Agnese [et. al.], I futuristi e le Quadriennali, Milano, Electa, 2008. ISBN 9788837067786 ISBN 9788837067793
- G. Agnese, Boccioni da vicino, Napoli, Liguori, 2008. ISBN 9788820742737
- AA.VV., 1909-209. I cent'anni del Futurismo, atti del convegno, Palazzo Montecitorio, Sala della Lupa, 17 febbraio 2009, C.R.D. della Camera dei deputati, Roma, febbraio 2010.
- G. Agnese, Umberto Boccioni, l'artista che sfidò il futuro, Milano, Johan & Levi, 2016. ISBN 9788860101761
- G. Agnese, Marinetti Majakovskij: 1925, i segreti di un incontro, Soveria Mannelli, Rubbettino, 2019. ISBN 9788849856743

In tema di comunicazione, scritti di Gino Agnese apparvero in varie riviste (Il Sabato, Prospettive nel mondo) e in quotidiani, come il Messaggero Veneto. Altri scritti sono in La comunicazione politica in Italia, Bari, Laterza, 1989; Verso il diritto all'informazione, Bari, Laterza, 1991 e in Understanding McLuhan, Roma, Edizioni Kappa, 2006.